# Toulouse (groupe)
Pour les articles homonymes, voir Toulouse (homonymie).
Toulouse est un groupe de chanteuses québécoises formé en 1975.

## Histoire
Le trio est tout d'abord composé de Judi Richards et des sœurs Heather Gauthier et Mary Lou Gauthier. Cette dernière sera remplacée après la sortie du premier disque par Laurie Niedzielski-Zimmerman. Plus tard, Heather est à son tour remplacée par Liette Lomez puis brièvement par Claudine Tarte. 
En parallèle à leur carrière dans le groupe, les trois chanteuses sont également choristes. Entre autres pour Diane Dufresne, Beau Dommage, Harmonium, Jean-Pierre Ferland, Patsy Gallant, Gino Soccio et Leonard Cohen. 
En 1979, le groupe remporte le premier trophée Félix de l'histoire du gala de l'ADISQ pour leur album Taxi pour une nuit blanche et celui de l'album dance de l'année en 1980 (Dangerous Ladies).
En 1980, elles animent l'émission mensuelle Toulouse Extra à TVA.
Le groupe se sépare en 1985 après avoir participé à la Fondation Québec-Afrique en chantant dans le projet collectif Les Yeux de la faim. Elles font leurs adieux avec une émission spéciale (Dites Ciao) à Radio-Canada. 
En mars 2007, atteint d’un cancer incurable, Georges Thurston (surnommé Boule Noire) invite ses trois amies pour lesquelles il a composé plusieurs succès, sur son Spécial télé d'adieu. Acclamées par le public et les médias, Judi, Laurie et Liette décident de reformer le célèbre trio. Ravi, Georges écrit pour elles une nouvelle chanson. C'est sa dernière car la maladie l'emporte le 18 juin 2007 à l'âge de 55 ans. 
Toulouse tient promesse et décide de rendre hommage à Georges Thurston en immortalisant la pièce qui, sous la plume de Normand Perron, devient Ensemble. Un titre symbolique compte tenu que tous ceux qui ont participé à l'enregistrement l'ont fait bénévolement de façon que les profits générés par la vente du disque soient entièrement versés à l'Association canadienne du cancer colorectal. 
Liette Lomez, qui était atteinte d’un cancer de la vésicule biliaire, diagnostiqué en février 2013, est décédée, dimanche le 16 novembre 2014, à Sorel-Tracy. La chanteuse avait décidé de ne pas suivre les traitements de chimiothérapie et de radiothérapie.

## Discographie

### Albums
- Toulouse (1976)
- Potion magique (avec Boule Noire) (1976)
- Export (1977)
- Taxi pour une nuit blanche (1978)
- Dangerous Ladies (1979)
- Trois dimensions (1981)

### Compilations
- The Best of (1993)
- Tous les succès (1993)